# Philosophie de la perception

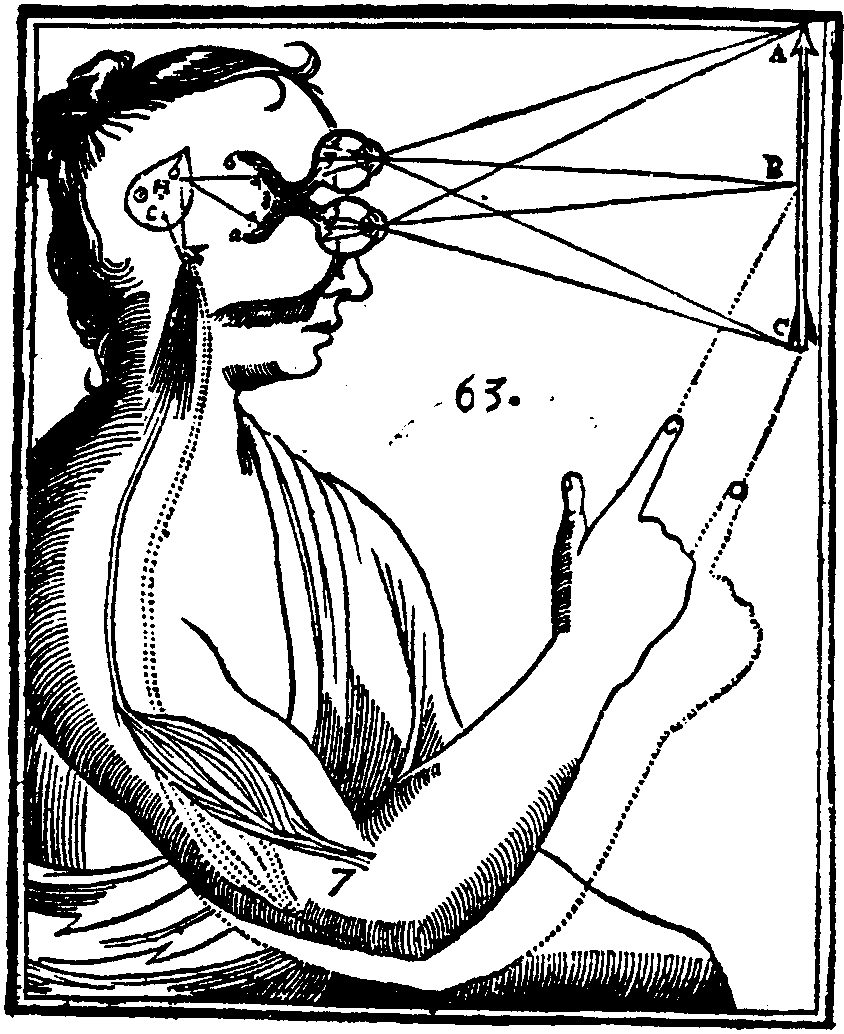
Mécanisme de la vision d'après un dessin de René Descartes.

La philosophie de la perception est une branche de la philosophie de l'esprit et de la philosophie de la connaissance qui tente de comprendre la nature des expériences perceptives et la façon dont elles se rapportent aux croyances ou à la connaissance du monde. Deux questions retiennent alors spécialement l'attention des philosophes de l'esprit contemporains concernant la perception : celle de la nature des contenus de perception, et celle du rapport entre la perception et la connaissance.
L'essentiel des débats en philosophie de l'esprit questionne l'hypothèse selon laquelle les expériences perceptives ont à la fois un contenu intentionnel – par lequel se présentent à nous des objets, des propriétés et des événements qui semblent indépendants de notre esprit – et des aspects phénoménaux ou qualitatifs correspondant à l' « effet que cela fait » d'avoir telle expérience dans telle modalité sensorielle (visuelle, auditive, etc.).

## Nature des contenus perceptifs
La question de la nature (objective ou « phénoménale ») des contenus perceptifs constitue un enjeu important dans les débats actuels. Le réalisme soutient que les objets auxquels la perception nous donne accès sont des objets du monde physique existant indépendamment du fait d'être perçus, tandis que les théories non réalistes de la perception insistent sur la dimension subjective de l'expérience perceptive.

### Théories réalistes

#### Réalisme direct
Le réalisme direct considère que la perception nous donne directement accès à ses objets et à leurs propriétés. Il ne s’agit pas au départ d’une théorie, mais plutôt d'un développement de notre conception pré-philosophique du monde : celle du sens commun. On parle alors de réalisme naïf pour qualifier cette conception spontanée de notre rapport au monde.
Dans sa forme proprement philosophique, le réalisme direct s'appuie sur la façon dont nous construisons les phrases. Les constructions propositionnelles accusatives du type « x perçoit y », sont dites « factives », c’est‐à‐dire qu'elles prétendent rendre compte d’un fait de la réalité. Par exemple, lorsque nous disons : « je vois un arbre », nous considèrons normalement que cet arbre que nous percevons est un arbre qui existe dans le monde, à l'extérieur et indépendamment de notre esprit.
On peut résumer ce réalisme direct comme suit :
1. Il existe un monde contenant des objets matériels, durables et consistants
2. On peut connaître la vérité des propositions portant sur ces objets (propositions factuelles) par le moyen d’une expérience sensorielle
3. Les objets du monde existent en dehors de la perception ou de la conception que nous en avons et leur existence ne dépend pas de la nôtre
4. Les propriétés de ces objets sont indépendantes du fait qu’on les observe
5. On perçoit le monde de manière directe, tel qu’il est factuellement

Par conséquent, notre prétention à la connaissance du monde est justifiée.
Le réalisme direct rétablit ainsi l'ancienne conception de l’immédiateté ou de la transparence de la perception. En dehors des cas anecdotiques d'illusions ou d'hallucinations, la perception nous met en relation avec le monde tel qu'il est.
Aujourd'hui, le réalisme direct trouve sa justification philosophique dans la théorie disjonctive de la perception, qui considère qu'il existe une différence de nature entre les perceptions véridiques ou authentiques et les illusions, au point que ces dernières ne peuvent pas même être considérées comme des expériences (illusoires) de perception.

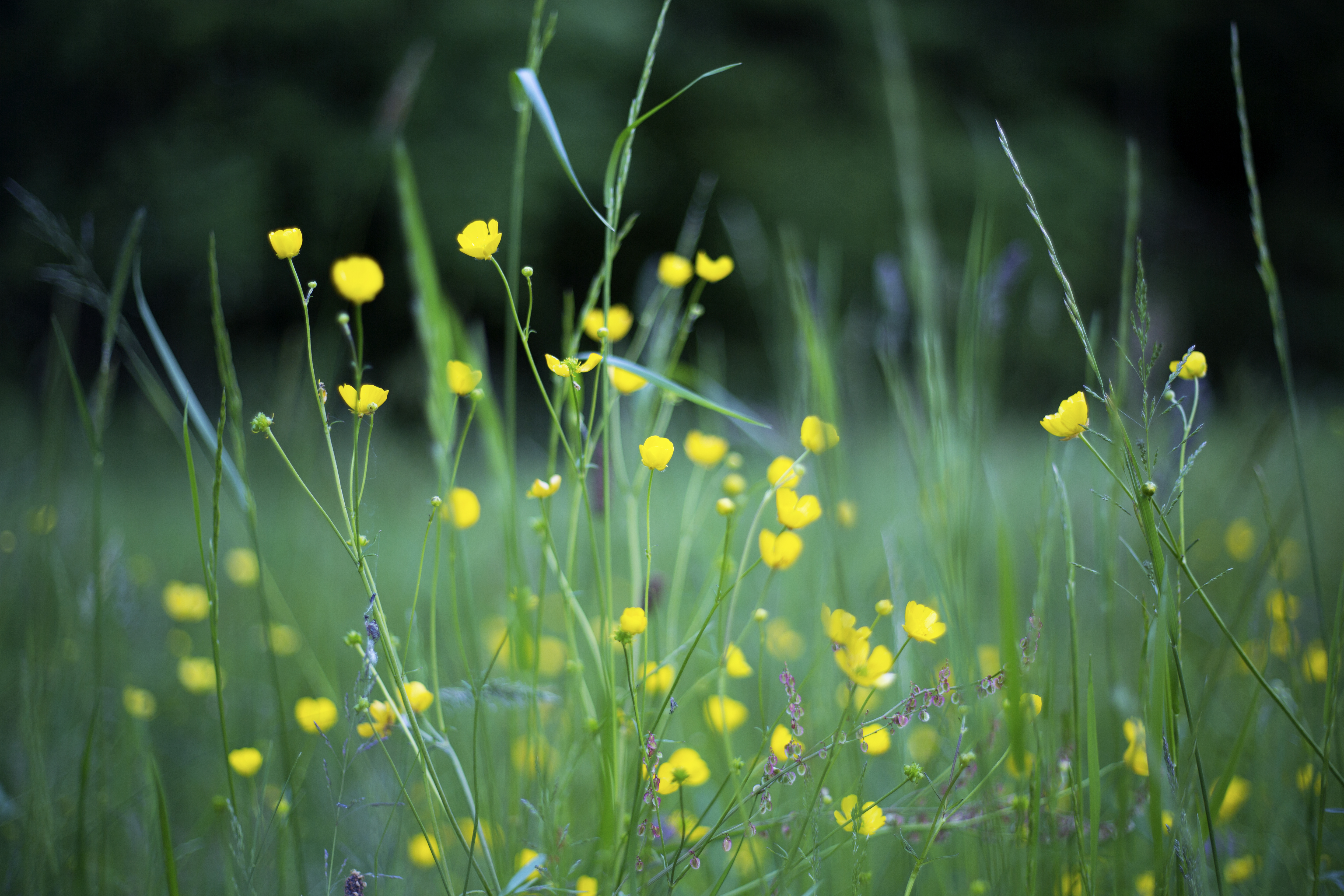
Les couleurs et les formes existent-elles dans la nature telles que nous les voyons ?

#### Réalisme indirect
Le réalisme indirect postule que nous percevons indirectement les objets du monde en ayant l'expérience immédiate d'objets mentaux. Selon les différentes versions du réalisme indirect, ces objets mentaux sont considérés soit comme des données sensibles (théorie des sense-data), soit comme des représentations. Pour les partisans du réalisme indirect, nous pouvons connaître la réalité physique, au moins partiellement et approximativement, même si nous ne pouvons pas la percevoir.
L'origine classique du réalisme indirect est la théorie de la connaissance avancée par John Locke dans son Essai sur l'entendement humain (1690). À la suite de Locke, certains philosophes empiristes, dont Bertrand Russell, G. E. Moore et A. J. Ayer ont revendiqué la possibilité de combiner la thèse selon laquelle toutes nos expériences portent sur des données des sens, et d'autre part le postulat d'un monde physique au moins en partie indépendant de nos expériences. Le monde physique existe dans une large mesure indépendamment de notre esprit, et il doit être distingué du monde des données sensibles auquel la perception nous donne accès. Plus précisément, la perception ne nous donne pas accès au monde physique, mais à un autre monde, peuplé de contenus mentaux appelés « sense-data ». Les sense data ont exactement les propriétés qu'ils semblent avoir : ils rendent compte de la façon dont les choses apparaissent au sujet de l'expérience, indépendamment de la façon dont les choses sont en réalité (physiquement). Toutefois, c'est bien sur cette base que les représentations d'objets physiques sont inférées.
L'objection traditionnellement avancée contre cette position est qu'elle ne permettrait pas de distinguer les expériences perceptives véridiques des simples illusions ou des hallucinations. Typiquement, le réalisme indirect fait appel à une théorie causale pour résoudre ce problème : si mon expérience est causée de manière appropriée par un élément du monde physique, la connaissance de cet élément, fondée sur l'expérience, devient possible.

#### Théorie «bipolaire»
Certains philosophes contemporains, dont Fred Dretske et John Searle soutiennent que l'idée de représentation avancée dans le cadre du réalisme indirect est compatible avec le réalisme direct : la représentation est le moyen par lequel nous percevons un objet dans le monde extérieur, mais elle n'est pas elle-même l'objet que nous percevons.
Selon cette théorie, la perception est comprise comme une forme de croyance qui est « à propos de » quelque chose existant dans le monde. La perception se définit par un contenu perceptif qui peut être rapproché d’une croyance possédant un contenu propositionnel du type : X croit que p. À l'instar d'une croyance, une perception d'objet doit répondre positivement à des conditions de satisfaction pour être vraie. De même que le contenu d'une croyance détermine les conditions dans lesquelles elle est vraie, le contenu d'une expérience perceptive détermine les conditions dans lesquelles elle est véridique. Cette forme élémentaire de croyance repose sur un contenu représentatif qui possède une structure acte/objet mais qui ne constitue pas lui-même un objet, car il n'a pas d'existence propre.
L'introduction de la notion de contenu perceptif propositionnel est l'élément central de cette théorie : de même qu'une proposition (empirique) a deux « pôles », au sens où elle peut être vraie mais peut aussi ne pas l'être, une perception particulière peut être véridique mais elle peut aussi être erronée. On parle alors de théorie bipolaire pour qualifier cette position.
Dans cette optique, illusion et hallucination sont simplement comprises comme des représentations inappropriées.

### Théories non-réalistes

#### Phénoménisme
Le phénoménisme s'oppose au réalisme de la perception en considérant que la perception ne nous donne accès qu'à des complexes de données sensibles, qui n'existent pas indépendamment du fait d'être ou de pouvoir être perçues. L'origine classique du phénoménisme remonte à George Berkeley et à l'Œuvre I de ses Principes de la connaissance humaine (1710). Cette théorie soutient que le monde perçu est constitué de données des sens et qu'il n'existe rien d'autre qu'un tel monde. Nous percevons des objets qui, pour autant que nous le sachions, dépendent toujours de l'expérience que nous en avons.
Pour le phénoméniste, l'affirmation selon laquelle la perception est capable de nous mettre en relation avec des entités douées d'une existence autonome – donc sans relation avec nous – est par elle-même contradictoire.

#### Adverbialisme
A la différence de ses théories rivales, la théorie adverbiale de la perception ne caractérise pas l'expérience perceptive comme un acte dirigé vers un objet mais comme une manière pour le sujet percevant d'être affecté. Dans cette perspective, de même que ressentir une douleur, c'est d'abord être affecté douloureusement, voir un cube rouge, c'est d'abord être affecté « cubiquement » et « rougement ».
On parle de théorie adverbiale pour qualifier cette position parce que les « accusatifs internes » des verbes de perception sont comparés à des adverbes qui les modifient. Les adverbes sont aux verbes ce que les adjectifs (comme « blanc ») sont aux noms (comme « ours »). Dans l'expression « L'ours blanc nage vite », l'adverbe « vite » ne fait que caractériser la nage, et n'introduit pas un nouvel objet. De même, le complément « que le pelage de l'ours est blanc » dans « J'ai l'impression visuelle que le pelage de l'ours est blanc » modifie le verbe « avoir l'impression visuelle » sans pour autant introduire un nouvel objet distinct de mon expérience visuelle.
La théorie adverbiale élimine le contenu de la perception en tant qu'objet : aucune expérience n'a d'objet à proprement parler. Elle abolit ainsi le principe d'une relation entre le sujet et l'objet qui semblait faire la spécificité de l'expérience perceptive. L'avantage supposé d'une telle démarche est qu'elle permet d'éviter le problème apparemment insoluble de la nature et de la localisation des contenus de perception.

## Rapport entre perception et connaissance

### Conceptualisme
Selon certaines analyses, le contenu intentionnel de la perception est intégralement conceptuel. On ne peut percevoir un objet sans mobiliser quelque concept de cet objet et sans former, ou être disposé à former, quelque croyance à son sujet.

L'illusion de Müller-Lyer est un cas exemplaire d'illusion d'optique montrant que la perception est aussi une affaire de cognition.

 La perception est donc conçue comme une forme de savoir qui met en relation un sujet percevant avec un fait perçu. Pour Wilfrid Sellars et John McDowell , elle appartient à l' « espace des raisons » et implique une connaissance de type « propositionnel », susceptible de fournir un compte-rendu sur le monde.
Sellars, puis McDowell, dénoncent ce qu'ils appellent le « mythe du donné », auxquels adhèrent aussi bien les empiristes classiques que les partisans de l'empirisme logique. Selon ce « mythe », la perception est un donné préconceptuel indépendant des capacités conceptuelles d'arrière-plan et des théories dont dispose le sujet. Cette caractéristique de la perception « brute » tiendrait au fait qu'elle constitue le fondement de toutes nos croyances sur le monde. À l'opposé de ce point de vue, Sellars considère qu'il n'est pas possible d'appréhender le monde sans l'exercice de nos capacités conceptuelles et linguistiques.

### Non-conceptualisme
Selon une approche alternative au conceptualisme, les expériences perceptives ont un contenu intentionnel non conceptuel, permettant une représentation plus riche et plus fine des différents aspects de notre environnement que ce que nous en saisissons conceptuellement. Dans cette perspective, les propriétés phénoménales de nos expériences de perception sont des contenus qualitatifs. Pour justifier cette position, Michael Dummett introduit la notion de « protopensée ». Une protopensée se caractérise par sa nature iconique (ou imagée), à la différence d'une pensée conceptuelle qui est nécessairement incarnée dans un langage.
D'après Fred Dretske, lui aussi non-conceptualiste, il existe deux formes de conscience perceptive : 
1. La perception « cognitive », qui est « imprégnée de théorie ». Ce que l'on perçoit en ce sens dépend de ce que l'on sait.
2. La perception « simple », qui est indépendante des connaissances préalables du sujet. Elle est dite « modulaire » dans le sens où elle correspond à des opérations mentales qui se produisent de façon autonome, sans lien avec les opérations conceptuelles du sujet.

Dretske établit également une distinction générale entre la conscience d'une « chose » et la conscience d'un « fait ». Alors qu'une chose est une entité particulière désignée par un terme singulier, un fait est décrit par une proposition. La conscience perceptive d'une chose est simple, ou purement sensorielle, tandis que la conscience perceptive des faits est cognitive, au sens où elle engage des concepts.